# Galahad (zespół muzyczny)
Galahad – brytyjski zespół rockowy istniejący od 1985. Początkowo jeden z przedstawicieli ruchu rocka neoprogresywnego i naśladowców stylu Marillion. W późniejszych latach (od płyty Following Ghosts) grupa odchodziła od pierwotnych wzorców, ku bardziej nowoczesnemu brzmieniu.
Grupa wystąpiła w Polsce 22 maja 2006; w katowickim Teatrze Wyspiańskiego nagrany został album koncertowy Resonance: Live in Poland. W marcu 2008 grupa ponownie odwiedziła Polskę na cztery koncerty.

## Skład
Skład w roku 2008:
- Stuart Nicholson (wokalista)
- Roy Keyworth (gitary)
- Spencer Luckmann (perkusja)
- Neil Pepper (gitara basowa)
- Dean Baker (instrumenty klawiszowe)

Poprzedni członkowie zespołu:
- Lee Abraham (gitara basowa)2004-2009
- Pete Wallbridge (gitara basowa) 2002- 2004
- Neil Pepper (gitara basowa) 1993 - 2001
- Tim Ashton (gitara basowa) 1989 - 1992
- Karl Garrett (instrumenty klawiszowe) 1991 - 1996/1997
- Mark Andrews (instrumenty klawiszowe) 1988 - 1991
- Pat McAnn (gitara basowa) 1988 - 1989
- Paul Watts (gitara basowa) 1985 - 1988
- Mike Hewetson (instrumenty klawiszowe) 1987 - 1988
- Nick Hodgson (instrumenty klawiszowe) 1985 - 1987
- Mike Hooker (instrumenty klawiszowe) 1985 - 1987
- Paddy O'Callaghan (perkusja) 1985 - 1987
- John O'Callaghan (gitara rytmiczna) 1985 - 1986

## Dyskografia

### Płyty studyjne i koncertowe
- Nothing is Written (1991)
- In A Moment Of Complete Madness (1993, reedycja kasety A Moment of Madness z kilkoma nowymi utworami)
- Not All There (1995, jako Galahad Acoustic Quintet)
- Sleepers (1995)
- Classic Rock Live (1996, koncert)
- Following Ghosts (1998)
- De-Constructing Ghosts (1999, jako Galahad Electric Company)
- Year Zero (2002)
- Resonance: live in Poland (2005, koncert CD i DVD)
- Empires Never Last (2006)
- Two Classic Rock Lives (2008, reedycja 2CD Classic Rock Live)
- Sleepless In Phoenixville - RoSfest live 2007 (2009, koncert 2CD)
- Battle Scars (2012)
- Beyond the Realms of Euphoria (2012)
- Quiet Storms (2017)
- Seas Of Change (2018)
- The Long Goodbye (2023)[1]

### Składanki i wydawnictwa klubowe
- One Night at Mr. C's  (1987, MC)
- A Moment of Madness (1989, MC)
- Other Crimes and Misdemeanours (1992)
- Other Crimes and Misdemeanours II (1997, wydanie fanclubowe w 1995)
- Decade (1997, kompilacja)
- Other Crimes and Misdemeanours III (2001)

## Inne zespoły o tej nazwie
Nazwę Galahad nosi też niemiecki zespół folkowy grający muzykę celtycką, który nagrał następujące płyty: Sir Galahad (1985), Dragons, Knights and Virgins (1995), The Return of the Piper (1997), Myrddín (2000), Galahad promo CD (2003), Storyteller`s Dance (2003).